# Acta Informatica
Acta Informatica is een internationaal, aan collegiale toetsing onderworpen wetenschappelijk tijdschrift op het gebied van de informatiesystemen. De naam wordt in literatuurverwijzingen meestal afgekort tot Acta Inform. Het wordt uitgegeven door Springer Science+Business Media en verschijnt 8 keer per jaar. Het eerste nummer verscheen in 1971.